# 埃爾賓 (堪薩斯州)
埃爾賓（英語：Elbing）是一個位於美國堪薩斯州巴特勒縣的城市。

## 地方資料
根據2020年美國人口普查的數據，埃爾賓的面積為0.45平方千米，當中陸地面積為0.45平方千米，而水域面積為0.00平方千米。當地共有人口226人，而人口密度為每平方千米502.22人。